# Piscicola milneri
Piscicola milneri är en ringmaskart som först beskrevs av Addison Emery Verrill 1871.  Piscicola milneri ingår i släktet Piscicola och familjen fiskiglar. Inga underarter finns listade i Catalogue of Life.